# Velika Jasenovača
Velika Jasenovača is een plaats in de gemeente Grubišno Polje in de Kroatische provincie Bjelovar-Bilogora. De plaats telt 76 inwoners (2001).